# Regeringen Hans Hedtoft II
Regeringen Hans Hedtoft III var Danmarks regering 30 september 1953 - 1 februari 1955. Denna regering bestod av ministrar från Socialdemokraterne. Statsminister Hans Hedtoft dog 29 januari 1955, vilket gjorde att H.C. Hansen fick ta över statsministerposten och bilda en ny regering.
| Ämbete                          | Minister | Minister               | Period                              |
| ------------------------------- | -------- | ---------------------- | ----------------------------------- |
| Statsminister                   |          | Hans Hedtoft           | 30 september 1953 - 29 januari 1955 |
| Utrikesminister                 |          | H.C. Hansen            | 30 september 1953 - 1 februari 1955 |
| Finansminister                  |          | Viggo Kampmann         | 30 september 1953 - 1 februari 1955 |
| Ekonomiminister                 |          | Jens Otto Krag         | 1 november 1953 - 1 februari 1955   |
| Försvarsminister                |          | Rasmus Hansen          | 30 september 1953 - 1 februari 1955 |
| Undervisningsminister           |          | Julius Bomholt         | 30 september 1953 - 1 februari 1955 |
| Justitieminister                |          | Hans Hækkerup          | 30 september 1953 - 1 februari 1955 |
| Inrikesminister                 |          | Johannes Kjærbøl       | 30 september 1953 - 1 februari 1955 |
| Jordbruksminister               |          | J.S. Smørum            | 30 september 1953 - 1 februari 1955 |
| Kyrkominister                   |          | Bodil Koch             | 30 september 1953 - 1 februari 1955 |
| Bostadsminister                 |          | Johannes Kjærbøl       | 30 september 1953 - 1 februari 1955 |
| Fiskeriminister                 |          | Christian Christiansen | 30 september 1953 - 1 februari 1955 |
| Arbetsminister                  |          | Johan Strøm            | 30 september 1953 - 1 november 1953 |
| Arbetsminister                  |          | Jens Otto Krag         | 1 november 1953 - 1 februari 1955   |
| Handelsminister                 |          | Lis Groes              | 30 september 1953 - 1 februari 1955 |
| Minister för offentliga arbeten |          | Carl Petersen          | 30 september 1953 - 1 februari 1955 |
| Socialminister                  |          | Johan Strøm            | 30 september 1953 - 1 februari 1955 |
| Minister utan portfölj          |          | Jens Otto Krag         | 30 september 1953 - 1 november 1953 |